# Walter Braunfels

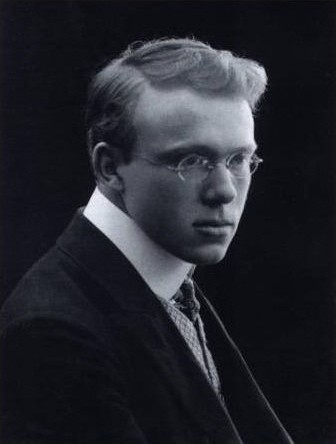
Walter Braunfels 1902.

Walter Braunfels, född 19 december 1882 i Frankfurt am Main, död 19 mars 1954 i Köln, var en tysk tonsättare. 
Braunfels är känd som kompositör till bland annat operorna Prinzessin Brambilla (1909), till Otto Julius Bierbaums diktning, Ulenspiegel (1913), Die Vögel (1920), Verkündigung (1935), Der Traum ein Leben (1937) och Heliga Johanna (2001). Han skrev även konsert- och orkestermusik samt körverk och kammarmusik.
2 maj 1933, i början av den nationalsocialistiska diktaturen, blev Walter Braunfels i egenskap av "halvjude" löst från alla uppdrag. Hans verk fick inte längre framföras. 1934 uteslöts han ur Akademie der Künste i Berlin, 1938 ur Reichsmusikkammer. Braunfels stannade ändå kvar i Nazityskland, i en inre exil, och ägnade sig åt komponerande.